# George Chambers
George Chambers (4 octobre 1928 - 4 novembre 1997) est un homme d'État trinidadien. Il a été le deuxième Premier ministre de 1981 à 1986.

## Biographie
George Michael Chambers est né à Port d'Espagne le 4 octobre 1928 dans une famille pauvre, il doit abandonner tôt ces études et travaille comme aide administratif dans un cabinet d'avocat, puis il travaille pour une compagnie pétrolière. Il est élu député de la circonscription de St. Anns East lors des élections législatives de 1956 (en) sous l'étiquette du Mouvement national du peuple. Il sert comme secrétaire général adjoint du MNP, avant de devenir secrétaire parlementaire au ministère des Finances en 1966. De là, il continue à servir en tant que ministre des Finances, des services publics, du logement, de la sécurité nationale, de l'éducation, de l'Industrie/Commerce et de l'agriculture dans les différents de gouvernement d'Eric Williams (homme politique) dont il devient l'un des proches conseillers tout en étant réélu député à chaque élection.
Chambers est l'un des leaders adjoints du PNM lors de la mort du Premier ministre Eric Williams en 1981. Il est nommé Premier ministre par le président d'alors, Ellis Clarke et conduit le PNM à la victoire aux élections de 1981 (en).
La grande crise extérieure qui préoccupe Chambers pendant son mandat est la révolution de Grenade. Il adopte une attitude nettement plus conciliante que les autres dirigeants de la Communauté caribéenne dans les discussions diplomatiques avec les dirigeants grenadiens et, à un moment donné, il semble être sur le point de persuader le régime de tenir des élections. Il lui revient également de présider le sommet de la Caricom qui se réunit à Trinidad au moment de l’effondrement de la révolution en octobre 1983 et où d’autres dirigeants de la Caricom cachent à leurs collègues régionaux leur intention de participer à l’invasion menée par les États-Unis. 
En sa qualité de ministre des Finances, poste qu’il occupe en même temps que premier ministre, il réduit les dépenses du gouvernement et dévalue la monnaie, dont le taux était alors déterminé par l’administration. Il défie également les syndicats qui l’accusent d’encourager le chômage lorsqu’il offre aux fabricants locaux de généreuses subventions pour la modernisation de leurs usines et de leurs machines afin de stimuler les exportations et d’aider le secteur industriel à combler les lacunes de l’économie. 
Cette politique en faveur des chefs d'entreprise et la lente chute des prix du pétrole expliquent en grande partie la défaite du PNM lors des élections de 1986 (en), où le PNM gagne seulement trois sièges sur trente-six. Chambers lui-même perd son siège. Après cette défaite, Chambers démissionne et est remplacé comme chef du PNM par Patrick Manning. Il se retire alors de la toute vie politique et meurt d'un cancer à 69 ans.